# Papadum
Il papadum (anche: pappadam, poppadum, pappad, papad) è una sorta di focaccia o cialda croccante, usata come snack o contorno nella cucina indiana.

## Caratteristiche

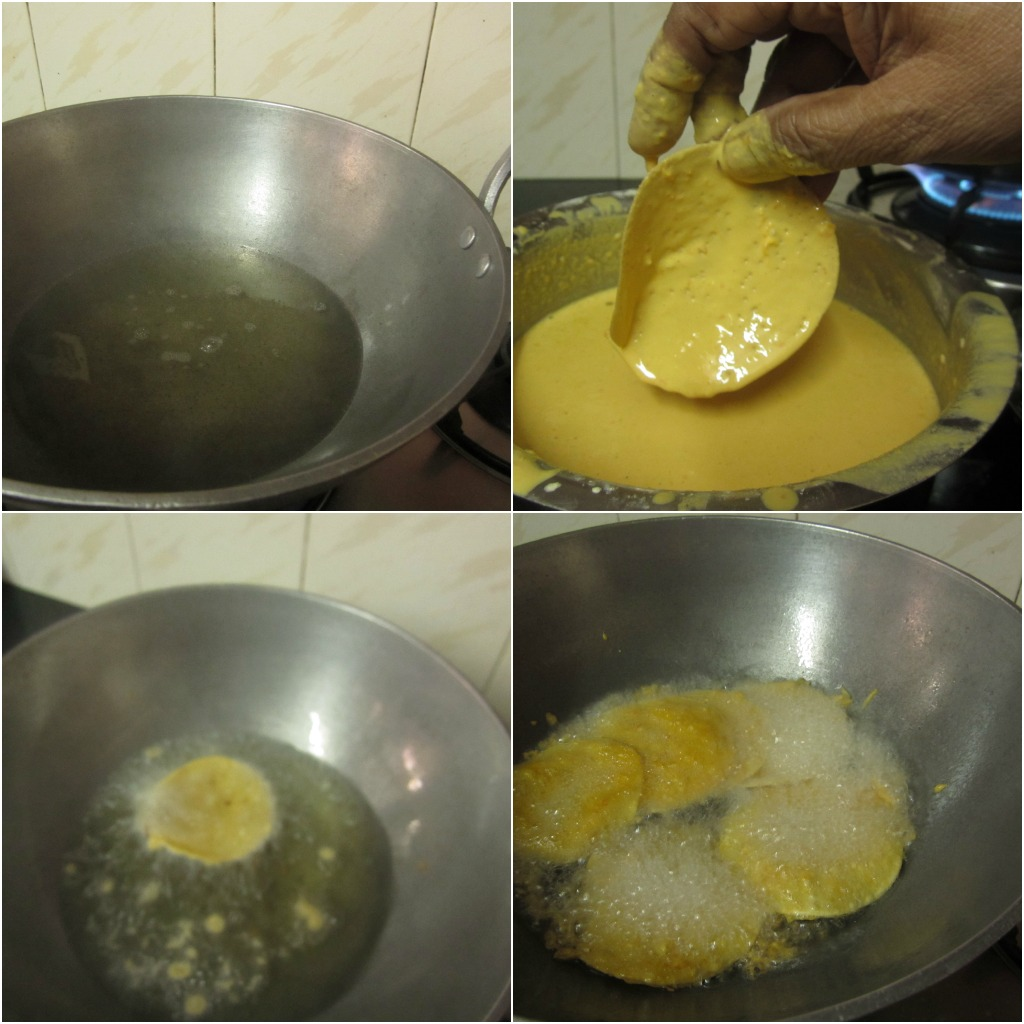
Frittura di papadum nell'olio di cocco

Il papadum è fatto con farina di fagioli mungo neri (Vigna mungo) decorticati, alla quale vengono aggiunte delle spezie, come il cumino ed altre, che lo rendono piccante e gli conferiscono il colore giallo. Si usano anche altre farine (di lenticchie, ceci, riso o patate). Molto comune è la preparazione con lenticchie e ceci, che ne aumentano il contenuto proteico. Viene fritto nell'olio di cocco, ma può essere preparato a casa con altri olii o al microonde. Di solito è consumato come aperitivo o come snack a fine pasto. Spesso con il papadum si accompagna thali o biryani, sbriciolandolo sul riso. 
È una ricetta tipica dell'India meridionale.

## Business

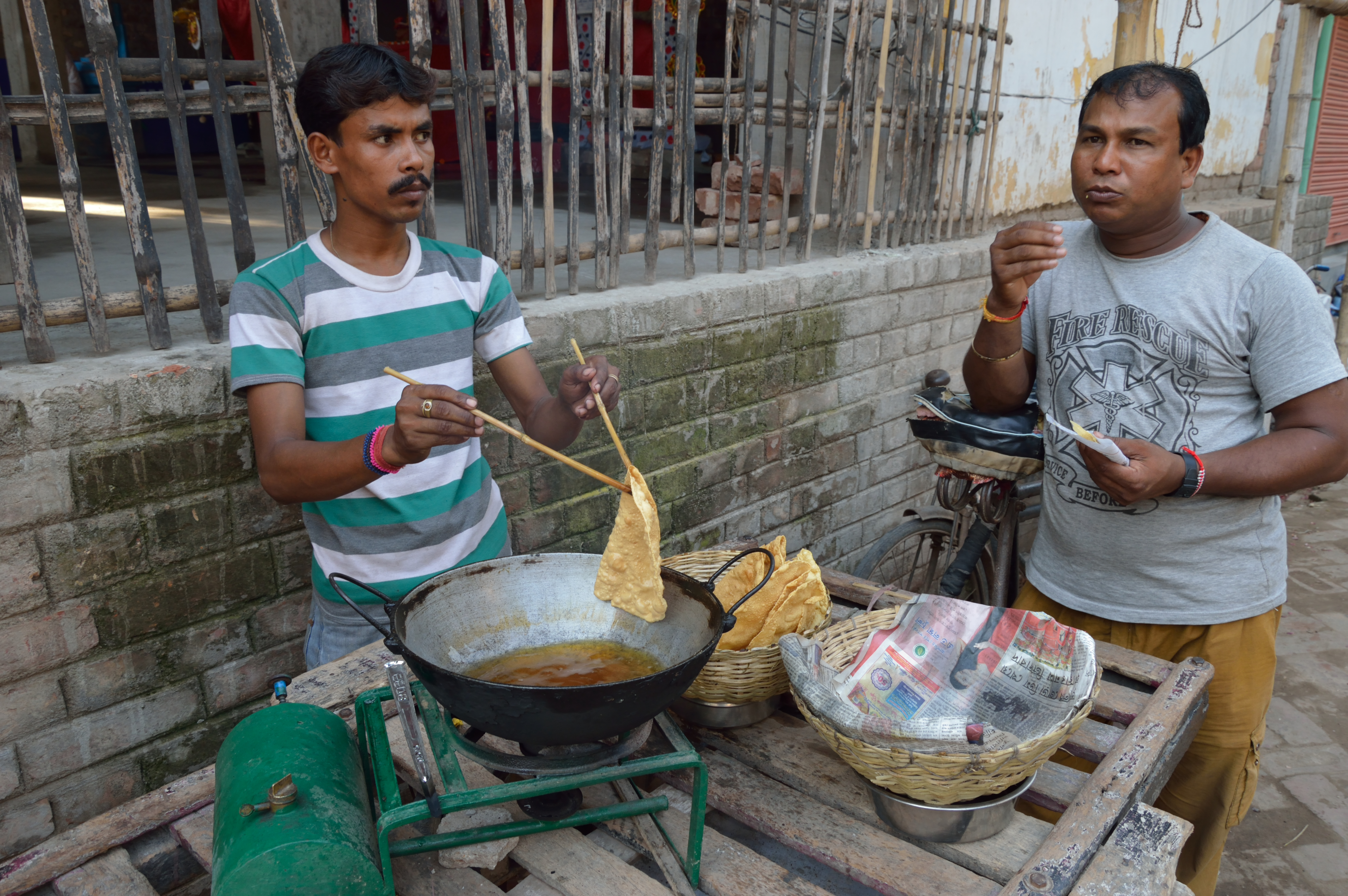
Papadum come cibo di strada

In India i papadum vengono prodotti soprattutto in Punjab, Rajasthan, Maharastra e Gujarat; a Guruvayoor, Palakkad e Thiruvananthapuram nel Kerala; nel distretto di Madurai, a Kanchipuram e a Chennai nel Tamil Nadu.
La realizzazione di papadum viene spesso associata all'emancipazione femminile. Molte donne e imprese gestite da donne fabbricano infatti papadum e altri snack. Questa attività genera reddito a fronte di un investimento iniziale minimo. Ad esempio, Shri Mahila Griha Udyog Lijjat Papad, associazione oggi gestita da sole donne che produce e commercializza grandi quantità di papadum, fu fondata al principio degli anni '50 come piccola impresa e nel 2005 raggiunse un fatturato equivalente a circa 250.000.000 di dollari.

## Galleria d'immagini

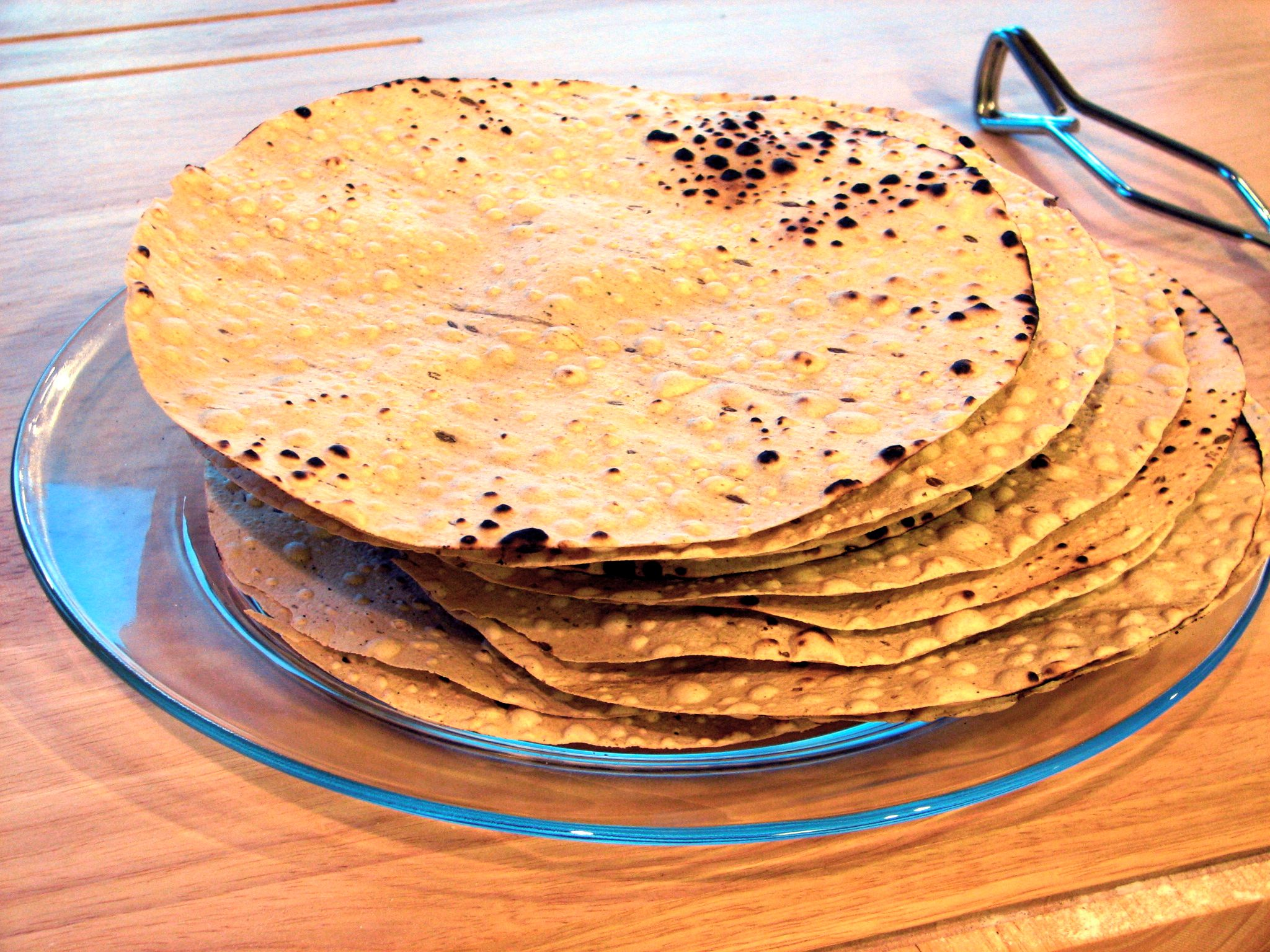
Una pila di papadum arrostiti pronti da servire
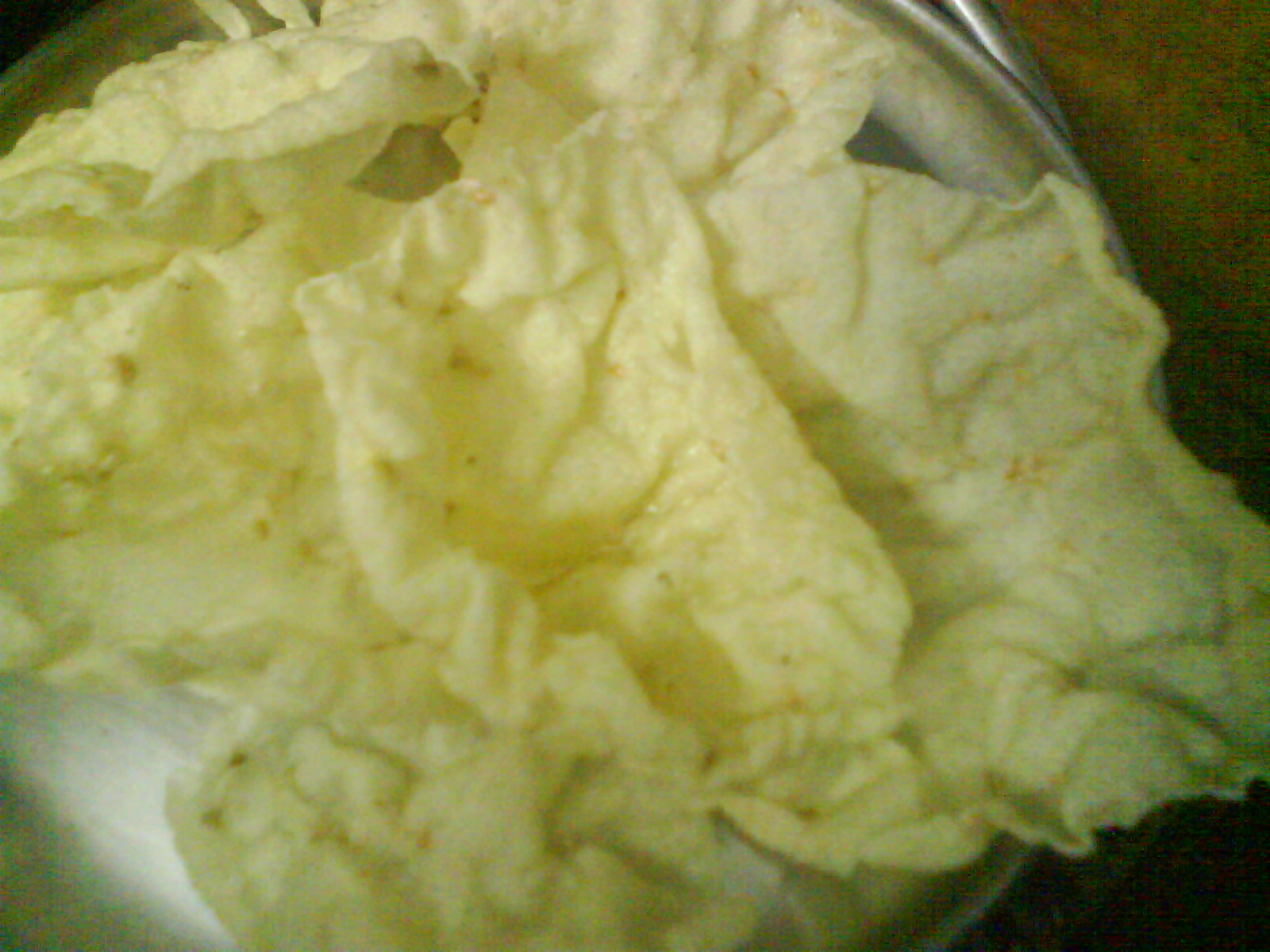
Papadam di riso
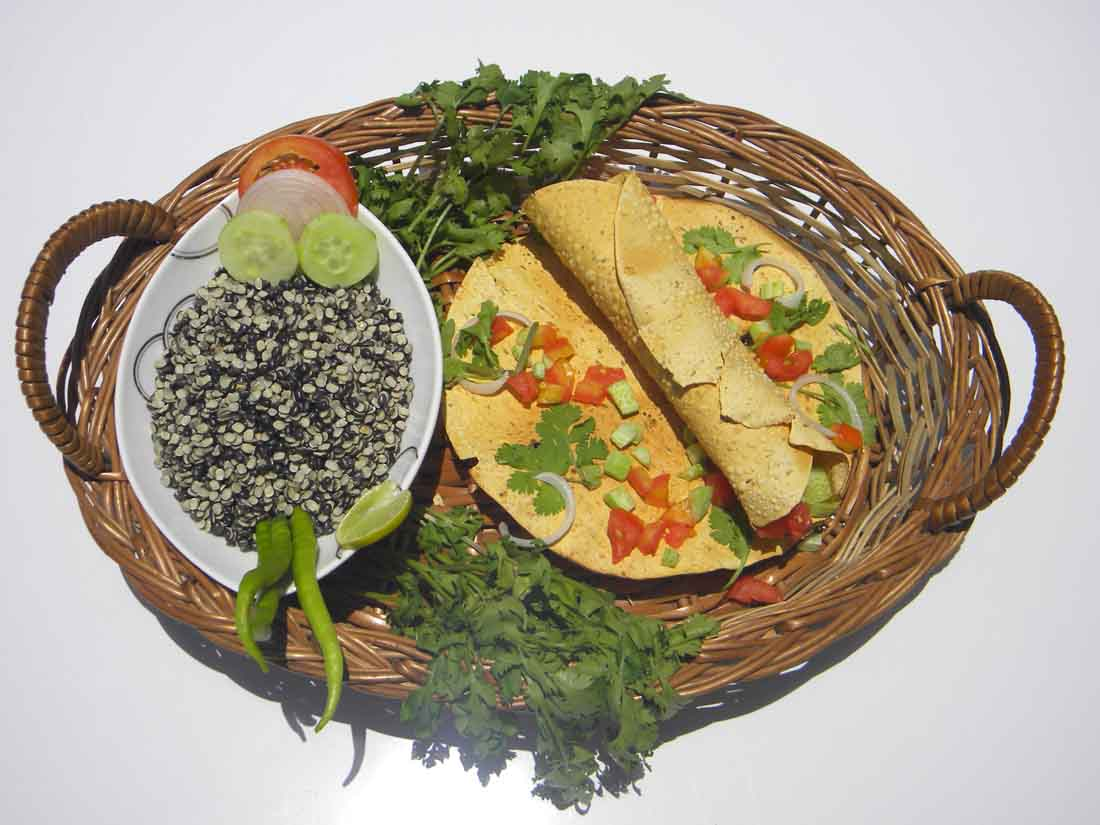
Uradal papadam
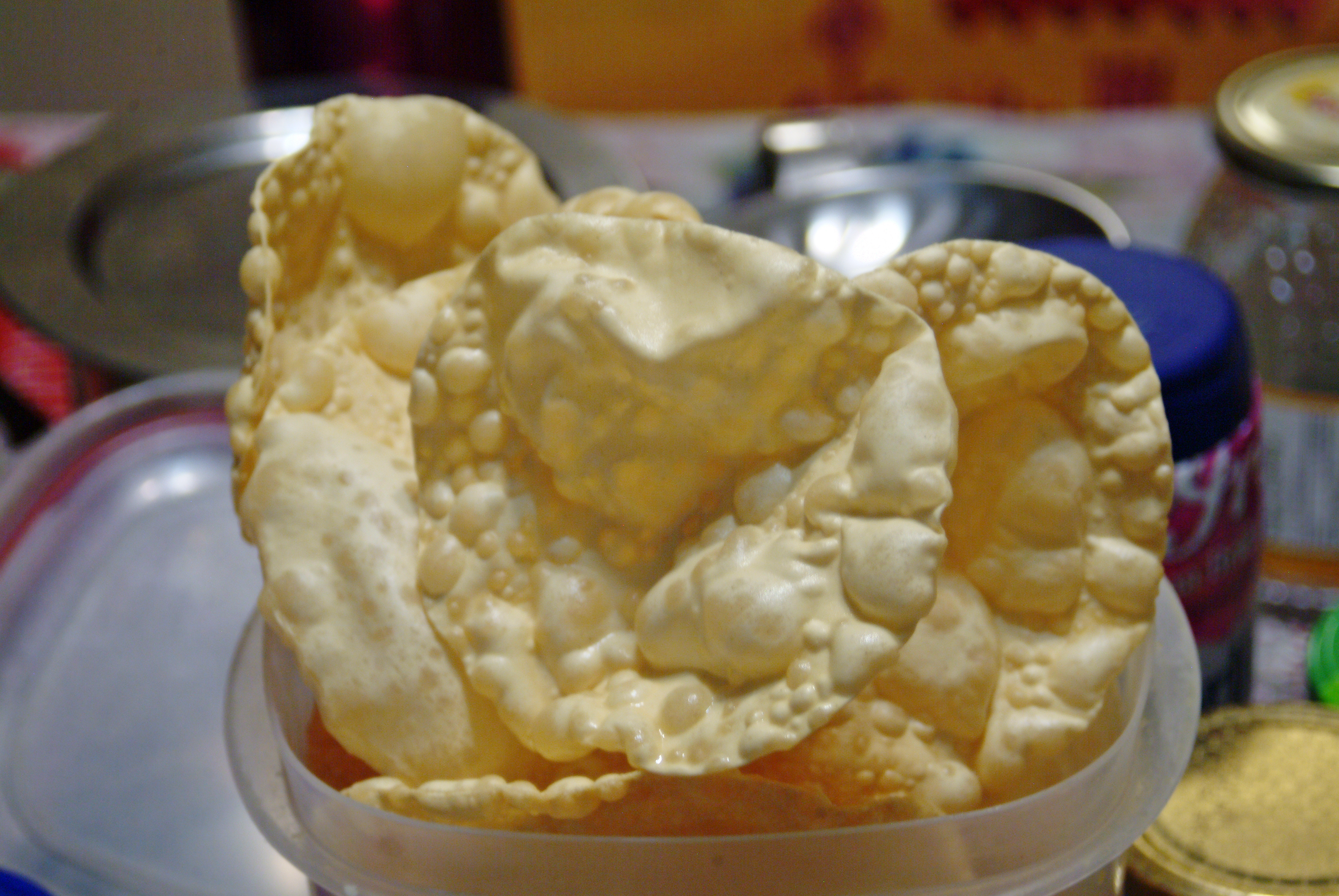
Tamil Appalam